# 임외
임외(任隗, ? ~ 92년)는 후한 초기의 관료로, 자는 중화(仲和)이며 남양군 완현(宛縣) 사람이다. 신도태수 임광의 아들이다.

## 생애
젊어서부터 황로학을 좋아하였고, 사람됨이 청렴하고 욕심이 없어 녹봉을 받으면 집안의 과부와 고아들을 보살피는 데에 썼다. 명제는 임외의 기개를 높이 사 우림좌감으로 발탁하였고, 이후 임외는 호분중랑장·장수교위(長水校尉)를 역임하였다.
장제가 즉위한 후에는 장작대장이 되었다. 장작대장은 건무 이래로 알자(謁者)가 겸직해 왔었는데, 임외에 이르러 정식으로 설치하였다. 이후 태복·광록훈을 역임하였고, 항상 치적으로 명성을 떨쳤다.
장화 원년(87년), 사공이 되었다.
화제가 즉위한 후, 외척 두헌이 세도를 부리니 임외는 원안과 함께 두씨의 잘못을 탄핵하였다.
영원 4년(92년)에 죽었고, 작위는 아들 임둔이 이었다.

## 출전
- 범엽, 《후한서》 권3 숙종효장제기 · 권4효화효상제기 · 권21 임만비유경열전 · 권45 원장한주열전

| 전임 (장작알자) 왕오 | 후한의 장작대장 76년 ~ 80년 | 후임 마엄 |

| 전임 등표 | 후한의 태복 80년 ~ 83년 | 후임 원안 |

| 전임 두고 | 후한의 광록훈 83년 ~ 87년 | 후임 소순 |

| 전임 원안 | 후한의 사공 87년 6월 무진일 ~ 92년 8월 신해일 | 후임 유방 |

| 전임 아버지 임광 | 후한의 아릉후 30년 ~ 92년 | 후임 아들 임둔 |